# Orant
Orant eller orante (fra det latinske orantis, der betyder tale, bede) er et motiv i den tidlige kristne kunst med et bedende menneske som står med løftede arme ud til siderne og blikket løftet mod himlen. Orantstillingen skal minde beskueren om korsfæstelsen, og har også været brugt af  asketiske munke.